# Im Fout
Im Fout är en dammbyggnad i Marocko.   Den ligger på gränsen mellan regionerna Casablanca-Settat och Marrakech-Safi, 180 km sydväst om huvudstaden Rabat.